# Liparis cauliflora
Liparis cauliflora är en orkidéart som beskrevs av Elmer Drew Merrill. Liparis cauliflora ingår i släktet gulyxnen, och familjen orkidéer. Inga underarter finns listade i Catalogue of Life.